# Homer maskotem
Homer maskotem (v anglickém originále Dancin' Homer) je 5. díl 2. řady (celkem 18.) amerického animovaného seriálu Simpsonovi. Scénář napsali Ken Levine a David Isaacs a díl režíroval Mark Kirkland. V USA měl premiéru dne 8. listopadu 1990 na stanici Fox Broadcasting Company a v Česku byl poprvé vysílán 7. května 1993 na stanici ČT1.

## Děj
Jednoho večera, když Homer pije pivo v hospodě U Vočka, vypráví příběh o svém velkém úspěchu. Simpsonovi se zúčastní „Noci zaměstnanců jaderných elektráren, manželek a maximálně tří dětí“ na baseballovém zápase Springfieldských Izotopů na městském druholigovém baseballovém stadionu. Homer si myslí, že jeho naděje, že se na zápase odváže, ztroskotá, když si vedle něj sedne jeho šéf, pan Burns. K Homerovu překvapení mu pan Burns koupí několik piv a společně se posmívají Izotopům. Očekává se, že tým prohraje 27. zápas v řadě, což je údajně nejdelší série proher v profesionálním baseballu. Když opilý Homer rozproudí publikum improvizovaným tancem na melodii „Baby Elephant Walk“, Izotopi vyhrají zápas. 
Poté, co se Homer stane maskotem týmu Izotopů, začíná vítězná řada. Brzy se Homer dozví, že bude povýšen do „vyšší ligy“ v hlavním městě, kde bude zaskakovat za maskota Capitals. Simpsonovi si sbalí věci, rozloučí se s přáteli a přestěhují se do velkého města. Homerovo vystoupení tam však skončí katastrofou, protože na velkoměstské publikum jeho tanec neudělá dojem. Je vyveden ze hřiště a okamžitě vyhozen. Když Homer svůj příběh ukončí, zjistí, že štamgasti Vočka jsou jeho vyprávěním ohromeni.

## Produkce
Scénář epizody napsali Ken Levine a David Isaacs a režíroval ji Mark Kirkland. Byla to první epizoda Simpsonových, kterou Kirkland režíroval. Od té doby režíroval více než 50 dílů. Výkonný producent James L. Brooks přišel s nápadem na výskyt Vočkovy hospody na začátku a na konci dílu. Byla přidána, protože scenáristé nevěděli, jak epizodu ukončit. Levine před natáčením dílu pracoval jako moderátor baseballové nižší ligy, takže mohl animátorům dávat pokyny ohledně vzhledu postav a atmosféry epizody.
Mnoho nových postav představených v epizodě bylo pojmenováno po Levinových přátelích z jeho hlasatelské kariéry. Hlasatel nižší ligy v epizodě, kterého Levine namluvil, se jmenoval Dan Hoard podle jeho partnera ve vysílání v Syrakusách ve státě New York. Hlasatel první ligy byl pojmenován Dave Glass podle Levineova partnera v Norfolku ve Virginii a majitel Capital City Capitals, který Homera vyhodí, byl pojmenován Dave Rosenfield podle generálního manažera Tidewater Tides. V epizodě hostuje zpěvák Tony Bennett, jenž byl první hostující hvězdou, která se v Simpsonových objevila sama za sebe. Bennett se objeví ve scéně, v níž se s ním Simpsonovi setkají při prohlídce hlavního města. Během závěrečných titulků také zazpívá píseň s názvem „Capital City“. Text a hudbu písně napsal scenárista Simpsonových Jeff Martin. V epizodě hostoval také Tom Poston v roli hlupáka z hlavního města. Tento maskot se později objevil v mnoha epizodách seriálu, ale od dílu Homer maskotem promluvil pouze jednou a omezil se na drobné výstupy v pozadí. Ron Taylor si měl zopakovat svou roli Murphyho Krvavé dásně, kterou měl v epizodě Smutná Líza z 1. řady, ale nemohl roli natočit; zaskočil za něj Daryl L. Coley.
Homer maskotem byl spolu s Dědovým dědictvím vybrán pro vydání ve video kolekci s názvem The Best of The Simpsons, která vyšla 3. května 1994. V roce 2000 byl zařazen na video kolekci vybraných epizod se sportovní tematikou s názvem The Simpsons: On Your Marks, Get Set, D'oh! Dalšími díly zařazenými do sady kolekce byly Jak Barta osvítil Bůh, Zuřící býk Homer a Líza – posila mužstva. Díl byl také zařazen do sady DVD The Simpsons season two, která vyšla 6. srpna 2002. Levine, Isaacs, Kirkland, Mike Reiss a Matt Groening se podíleli na audiokomentáři k DVD.

## Kulturní odkazy
Ačkoli se proslýchá, že Homerovo skandování a jeho přezdívka „Dancin' Homer“ je odkazem na amerického baseballového fanouška Wild Billa Hagyho, autor epizody Ken Levine uvedl, že postavu nevymyslel podle Hagyho a že o tomto odkazu nevěděl ani po odvysílání seriálu. Hagy si vysloužil přezdívku „The Roar from Thirty-Four“ za své skandování v 70. letech v sektoru 34 na baltimorském Memorial Stadium. Homer hláskuje Springfield stejně jako Hagy hláskuje O-R-I-O-L-E-S svýma rukama.
Opilý Homer předvede svůj první tanec na melodii „Baby Elephant Walk“ z roku 1961, kterou napsal Henry Mancini. Murphy Krvává dáseň natočí 26 minut dlouhé představení „Star-Spangled Banner“ na zápase, kde Homer předvede svůj první tanec. To je parodie na verzi hymny Marvina Gaye na zápase NBA-All Stars v roce 1983. Homerova věta: „Dnes, když odcházím do hlavního města, považuji se za nejšťastnějšího maskota na světě.“ je odkazem na řeč Loua Gehriga na rozloučenou v baseballovém filmu Pýcha Yankeeů z roku 1942. Píseň „Capital City“, kterou Bennett zpívá při závěrečných titulcích, je parodií na píseň „New York, New York“ z roku 1980. Maskot hlavního města je parodií na Philly Phanatic a také na San Diego Chicken. Stadion hlavního města byl navržen podle houstonského Astrodomu.

## Přijetí

### Sledovanost
V původním vysílání skončil díl v týdnu od 5. do 11. listopadu 1990 na 25. místě v žebříčku sledovanosti s ratingem 14,9 dle Nielsenu, což odpovídá přibližně čtrnácti milionům diváckých domácností. Byl to nejlépe hodnocený pořad na stanici Fox v tomto týdnu.

### Kritika
Po odvysílání epizoda získala od televizních kritiků převážně pozitivní hodnocení. Colin Jacobson z DVD Movie Guide řekl, že se jedná o „pravděpodobně nejlepší epizodu“ řady, a poznamenal, že Homer maskotem nabízí „konzistentně uspokojivou podívanou“. Stejně jako ty lepší epizody, i tento díl vtěsnal do svých 23 minut spoustu akce a Homerova sága získala téměř epický ráz. Obsahovala také více úžasně bizarních vsuvek, než je v této fázi seriálu obvyklé. Od rastafariánů, kteří se objeví v davu, když Homer předvádí ‚Baby Elephant Walk‘, až po existenci sekce bývalých manželek hráčů na baseballovém hřišti, poskytla epizoda zábavný a bohatý program.“.
V recenzi 2. řady Bryce Wilson ze Cinema Blend uvedl, že Homer maskotem působil „trochu ploše“, ale i v jeho „nejnižších bodech se dá snadno najít humor“. Dawn Taylorová z The DVD Journal považovala za nejlepší hlášku epizody Homerovu: „Marge, tenhle lístek mi nedává jen místo. Dává mi také právo – ne, povinnost – udělat ze sebe naprostého pitomce.“. Jeremy Kleinman z DVD Talk uvedl, že hlášky z dílu ukazují „humorné sebeuvědomění vzniku Simpsonových jako kulturního fenoménu“.
Epizoda byla Jerrym Greenem z Orlando Sentinel označena za třetí nejlepší díl seriálu se sportovní tematikou, deník Pittsburgh Post-Gazette jej označil za druhý nejlepší sportovní moment v historii seriálu. Warren Martyn a Adrian Wood, autoři knihy I Can't Believe It's a Bigger and Better Updated Unofficial Simpsons Guide, napsali: „Porozumění baseballu není pro tuto epizodu podmínkou, protože humor nevychází ani tak z her, jako z osobností. Cameo Tonyho Bennetta je skvělé a Homerův tanec se právem stal legendárním.“.